# Aneflomorpha ruficollis
Aneflomorpha ruficollis là một loài bọ cánh cứng trong họ Cerambycidae.